# Veress Bulcsú
Veress Bulcsú (Budapest, 1941. július 26. – Budapest, 2012. november 20.) amerikai-magyar politológus, 1981 és 1991 között az amerikai szenátus és annak külügyi bizottsága munkatársa, többek között honvédelmi és nemzetbiztonsági szakértője.

## Élete
Apja Veress Zoltán volt, akit 1992-ben posztumusz kitüntettek 1956-os Emlékéremmel. 1956-os forradalom után – még gimnazistaként – csatlakozott a Petőfi Gimnáziumban működő föld alatti kommunista-ellenes csoporthoz. Miután a csoportot elárulták 8 hónapra börtönbe került.
Börtönmúltját eltitkolva felvételt nyert az Eötvös Loránd Tudományegyetem jogi karára. 1965-ben a magyar állambiztonsági szervek felfedezték, hogy az egyetemre jár, s követelték az egyetem vezetésétől, hogy onnan távolítsák el, de ezt az egyetem megtagadta. 1970-ben Strasbourgi Egyetemen posztgraduális képzés keretében összehasonlító és nemzetközi jogi tanulmányokat folytatott, ahonnan nem tért haza. 1991-ben az Amerikai Egyesült Államokba költözött.
1971-ben felvételt nyert a New York-i Columbia Egyetemre, ahol 1976-ban politika tudományok és nemzetközi kapcsolatok területén doktorátust szerzett.
1980-ban csatlakozott Christopher Dodd leendő connecticuti szenátor választási kampányához, majd ennek megválasztása után munkatársa lett, mint jogi asszisztens. Fő munkaterülete a kisebbségek helyzetének, valamint a kommunista rendszerek, illetve politikusok elemzése volt. Kongresszusi munkája mellett részt vett a Magyar Emberi Jogok Alapítvány tevékenységében.
1991-ben tért vissza Magyarországra, ahol az Országgyűlés tanácsadója lett. Később a magyar külügyminiszter tanácsadójaként, valamint a Duna Televízió szerkesztőjeként és külpolitikai szakértőjeként is dolgozott.
Budapesten hunyt el, 2012-ben.